# ルーマー・アグベニュー
ルーマー・アグベニュー（Lumor Agbenyenu、1996年8月15日 - ）は、ガーナ・グレーター・アクラ州アクラ出身のプロサッカー選手。ガーナ代表。マラガCF所属。ポジションはDF。

## クラブ経歴
エマニュエル・スターズFCのユースチームに所属していた際に、FCポルトのユースチームに所属した経験を持つ。2015年夏に当時リーガプロ (2部リーグ) 所属のポルティモネンセSCにローン移籍で加入。リーグ戦32試合に出場し、2015-16シーズン終了後に完全移籍となった。
2016-17シーズンは、2017年1月にTSV1860ミュンヘンへのローン移籍に合意。シーズン終了までプレーし、16試合2ゴールを記録。2018年1月にはスポルティング・クルーベ・デ・ポルトゥガルに移籍し、2017-18シーズンは7試合に出場した。しかし、翌2018-19シーズンは出場機会を得ることが出来ず、2019年1月にギョズテペSKにローン移籍となった。
2019年7月31日、RCDマジョルカへのローン移籍が決定。10月19日のレアル・マドリード戦では、後半開始からジョアン・サストレとの交代で途中出場し、1-0の歴史的アップセットを経験した。
2021年7月30日、アリス・テッサロニキに2年契約で移籍した。
2022年10月19日、トライアルを経てセグンダ・ディビシオンのマラガCFに加入し、1年契約を結んだ。

## 代表経歴
2017年にガーナ代表に初招集。アフリカネイションズカップ2019に出場した。